# Kawhi Leonard
Pour les articles homonymes, voir Leonard.
Kawhi Leonard, né le 29 juin 1991 à Los Angeles (Californie, États-Unis), est un joueur américain de basket-ball. Il mesure 2,01 m (6′ 7″) et évolue au poste d'ailier pour les Clippers de Los Angeles en NBA.
Avec les Spurs de San Antonio, il remporte le titre NBA et est élu meilleur joueur des Finales en 2014 contre le Heat de Miami.
Réputé pour ses qualités défensives, il est élu meilleur défenseur de la saison NBA en 2015 et 2016. Il est sélectionné pour la All-NBA First Team à deux reprises, en 2016 et 2017.
En 2019, Leonard entre dans l'histoire des Raptors de Toronto en remportant le titre NBA, le premier de l’équipe canadienne, en battant les Warriors de Golden State. Il est élu meilleur joueur des Finales pour la deuxième fois de sa carrière. Il quitte les Raptors pour les Clippers de Los Angeles après une saison.

## Enfance
Kawhi Leonard grandit en Californie. Son père est assassiné le 17 janvier 2008 alors que Kawhi a seize ans et demi. L'affaire est classée sans suites, sans que le meurtrier n'ait été retrouvé.
Leonard mène une vie privée très discrète, d'où son absence totale des réseaux sociaux. Avec sa fiancée, il a deux enfants, une petite fille, née en juillet 2016, nommée Kaliyah puis un petit garçon, né au Canada fin mars 2019.

## Carrière universitaire

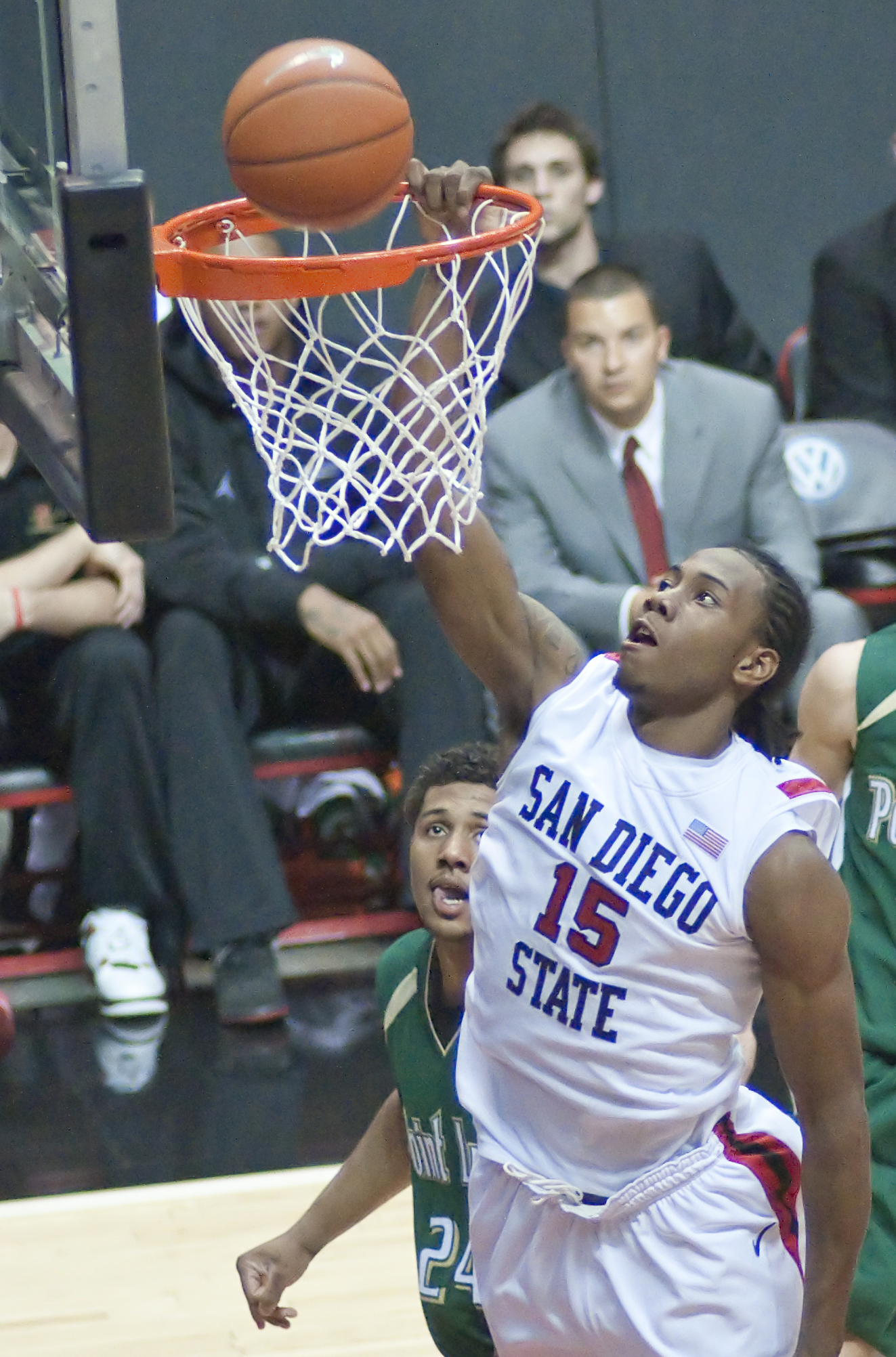
Kawhi Leonard avec son université

Leonard est élu meilleur joueur de lycée de Californie (Mr. Basketball California) en 2009. À l'automne 2009, il intègre les Aztecs de San Diego State, l'équipe universitaire de l'université d'État de San Diego.
Pour sa première saison avec les Aztecs, Leonard marque 14,1 points, prend 10,3 rebonds et offre 2,2 passes décisives en moyenne par rencontre. Il est titulaire 33 fois sur les 34 rencontres disputées et réalise dix-sept double-doubles. Il est le meilleur rebondeur de la conférence Mountain West (MWC). Leonard est élu meilleur freshman de cette même conférence, meilleur joueur du tournoi de la MWC et est choisi dans l'équipe-type de la conférence.
Lors de sa saison de sophomore, il est encore le meilleur rebondeur de la MWC. Il mène les Aztecs à leur deuxième titre consécutif de champion de conférence (le MVP est toutefois Jimmer Fredette des Cougars de BYU). Il est choisi dans la deuxième meilleure équipe-type parmi les joueurs universitaires (Second Team All-American). Leonard et les Aztecs atteignent les huitièmes de finale du tournoi NCAA où ils sont battus (74-67) par les Huskies du Connecticut de Kemba Walker, futurs champions.
San Diego State a annoncé l'entrée de Leonard dans son Hall of Fame, qui sera effective en octobre 2016.

## Carrière professionnelle

### Spurs de San Antonio (2011-2018)

#### Saison 2011-2012
En juin 2011, Leonard est choisi en quinzième position de la Draft 2011 de la NBA par les Pacers de l'Indiana. Il est ensuite transféré aux Spurs de San Antonio avec les droits pour Erazem Lorbek et Dāvis Bertāns contre George Hill. Dans une saison limitée à soixante-six rencontres en raison du lock-out, il dispute soixante-quatre matchs, dont trente-neuf en tant que titulaire, et présente des statistiques de 7,9 points, 5,1 rebonds, 1,1 passe et 1,3 interception en 24 minutes. Il figure parmi les joueurs désignés dans le meilleur cinq des débutants. Lors des playoffs, où les Spurs échouent en finale de conférence face au Thunder d'Oklahoma City sur le score de quatre à deux, ses statistiques sont de 8,6 points, 5,9 rebonds et 0,6 passe en 27 minutes.

#### Saison 2012-2013
Il est le troisième meilleur marqueur de son équipe derrière Tony Parker et Tim Duncan lors de la saison 2012-2013. Lors des Finales NBA 2013, il défend sur LeBron James et réussit à le maintenir en dessous des vingt points lors des trois premières rencontres. Mais, les Spurs perdent la finale 4 à 3.

#### Saison 2013-2014: l'année du titre

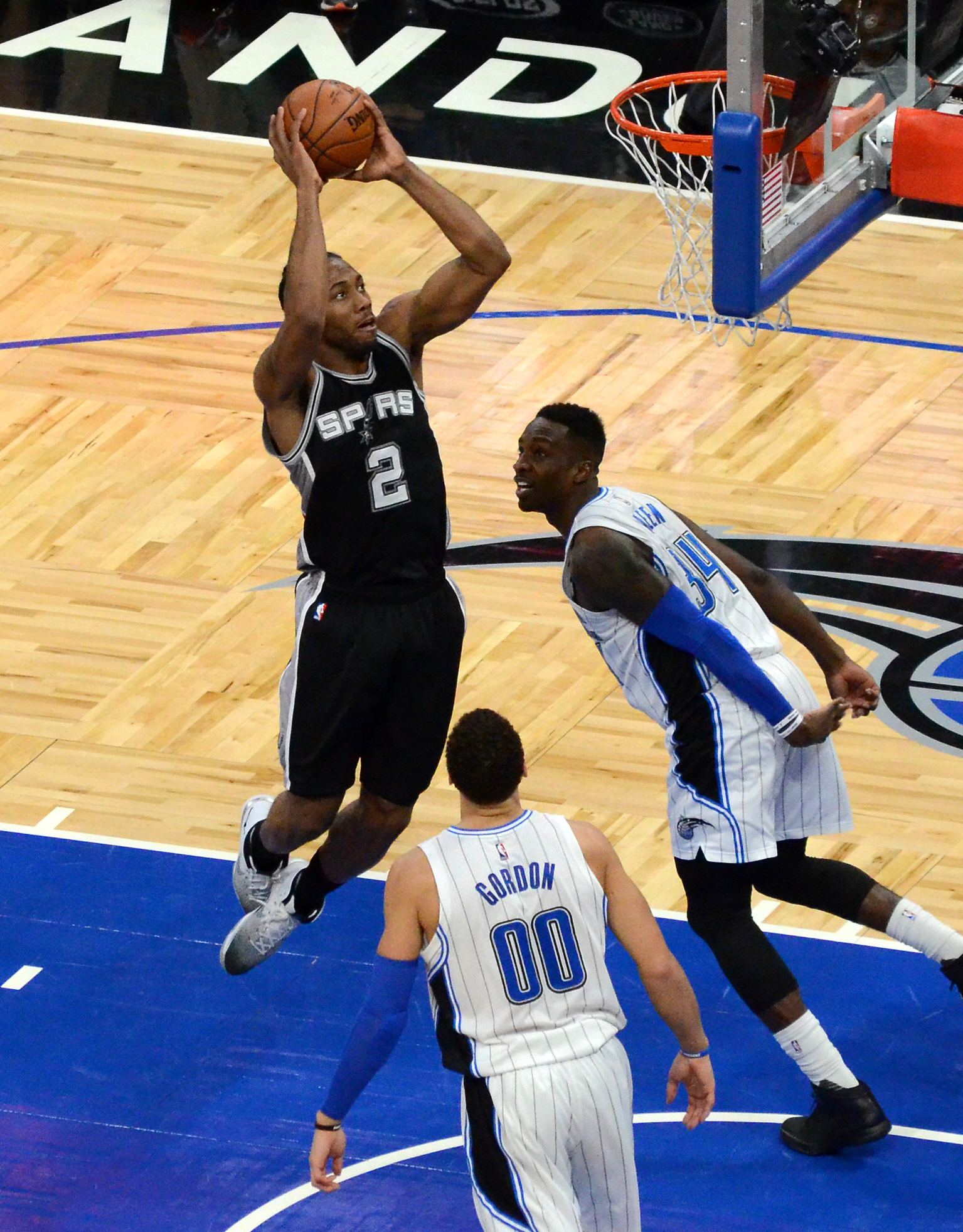
Kawhi Leonard au dunk avec les Spurs

Au début de la saison 2013-2014, il signe un contrat avec Jordan Brand comme nouveau représentant de la marque.
Finissant premier de la Conférence Ouest avec les Spurs de San Antonio, il remporte chaque série de playoffs, 4-3 contre les Mavericks de Dallas au premier tour, 4-1 face aux Trail Blazers de Portland en demi-finale de conférence et est sacré champion de conférence après la victoire 4-2 face au Thunder d'Oklahoma City de Kevin Durant et Russell Westbrook.
Les Spurs retrouvent le Heat de Miami en finale NBA pour un remake de la finale 2013. Auteur de deux premiers matchs difficiles, les trois matchs suivants il a une adresse incroyable et une bonne défense sur le quadruple MVP LeBron James. Les Spurs remportent la série 4-1. Sacré champion NBA pour la première fois de sa carrière, il devient à 22 ans le troisième plus jeune MVP des finales, derrière Magic Johnson des Lakers de Los Angeles qui l'a obtenu à vingt ans et à 22 ans.

#### Saison 2014-2015
Lors de la saison 2014-2015, Leonard est élu meilleur défenseur de la saison, devenant avec Michael Jordan et Hakeem Olajuwon, un des trois joueurs étant MVP des Finales et meilleur défenseur.

#### Saison 2015-2016
Le 1er juillet 2015, il resigne un contrat de 90 000 000 $ sur cinq ans avec les Spurs.
Lors de la saison suivante, il maintient un haut niveau de performance, notamment en défense, sans pour autant être dans la lumière médiatique et est, en silence, l'un des meilleurs joueurs de la National Basketball Association. Il termine ainsi second au vote désignant le MVP de la saison régulière, derrière Stephen Curry, remporte un deuxième titre consécutif de meilleur défenseur et est élu dans l'équipe-type de la NBA. Les Spurs réalisent la meilleure saison de leur histoire en remportant 67 victoires et finissent deuxièmes de la conférence Ouest derrière les Warriors de Golden State. Néanmoins, après avoir facilement disposé des Grizzlies de Memphis au premier tour des playoffs, les Spurs sont éliminés en demi-finale de conférence face au Thunder d'Oklahoma City sur le score de 4-2.

#### Saison 2016-2017
Pour sa sixième année en NBA, Leonard affiche son plus grand nombre de points en moyenne par match, et se montre comme étant un joueur majeur de la ligue. Il termine parmi les finalistes au trophée de MVP derrière Russell Westbrook et James Harden. Il finit aussi parmi les trois meilleurs défenseurs de la ligue, avec Draymond Green et Rudy Gobert. Il est nommé dans la All-NBA First Team qui récompense le meilleur 5 de la NBA (équipe-type). Les Spurs finissent cette saison avec un bilan de 61 victoires pour 21 défaites (soit 74,4 % de victoires). Les Texans finissent deuxièmes de la conférence Ouest, tout comme l'année précédente, derrière les mêmes Warriors de Golden State. L'équipe de San Antonio atteint les Finales de Conférence mais est éliminée 4-0 face à Golden State après une blessure à la cheville de Kawhi Leonard lors du troisième quart-temps du match 1 le rendant alors inapte à jouer pour les matchs suivants. Les Spurs perdent le match 1 après avoir mené de plus de 25 points, juste avant la blessure de Leonard. Avant cela, les Spurs battent les Grizzlies de Memphis sur un score de 4 à 2 au premier tour et les Rockets de Houston quatre victoires à deux également, en demi-finale de conférence Ouest.

#### Saison 2017-2018
Le 30 septembre 2017, quelques semaines avant le début de la saison régulière, les Spurs annoncent que Kawhi Leonard ressent une gêne au quadriceps droit. Il rate l'entièreté de la pré-saison des Spurs. En décembre, l'encadrement médical des Spurs l'autorise à rejouer et Leonard revient le 12 décembre, lors d'une défaite contre les Mavericks de Dallas. Son temps de jeu est alors limité par Gregg Popovich et il marque treize points en seize minutes de jeu. Le 5 janvier 2018, Leonard se blesse à l'épaule et manque trois matches. Les Spurs soutiennent que la blessure n'est pas sérieuse. Il revient le 13 janvier pour un match contre les Nuggets de Denver,.
Contre toute attente, Kawhi Leonard ne rejouera pas de la saison. Les Spurs annoncent qu'il est mis au repos pendant une durée indéterminée. Les médias rapportent alors que sa blessure n'a potentiellement pas été prise au sérieux par l'encadrement des Spurs et qu'il y aurait des tensions entre le joueur et la franchise. Malgré un démenti de la part du camp de Leonard, celui-ci reste très silencieux dans les médias et s'éloigne des Spurs. Il sollicite alors l'avis de plusieurs médecins, y compris à New York, concernant sa blessure. Les médecins des Spurs et ceux sollicités par le joueur et son entourage ne sont pas d'accord sur le diagnostic de la blessure de Leonard. Les premiers diagnostiquent une tendinopathie tandis que les seconds parlent d'une ossification (ostéogenèse) et d'une atrophie. L'encadrement médical de Leonard passe des Spurs à une équipe de médecins de New York et la relation entre les Spurs et l'équipe du joueur (son agent Mitch Frankel et son oncle maternel Dennis Robertson) se dégrade.
Le 6 avril, il est pré-sélectionné parmi les 35 joueurs qui feront partie de l'équipe américaine de basket-ball entre 2018 et les Jeux olympiques d'été de 2020, période durant laquelle c'est d'ailleurs son entraîneur, Gregg Popovich, qui dirigera l'équipe.
Sans Leonard, les Spurs se qualifient in extremis pour les playoffs,, durant lesquels l'ailier ne revient pas non plus, pas même sur le banc pour soutenir l'équipe. Les Spurs sortent dès le premier tour des playoffs de la course au titre, battus 4-1 par les Warriors de Golden State. Kawhi Leonard clôture sa septième saison en NBA avec 16,2 points, 6,2 rebonds, 2,3 passes décisives et 1,8 interception en seulement neuf matches.

### Raptors de Toronto (2018-2019)

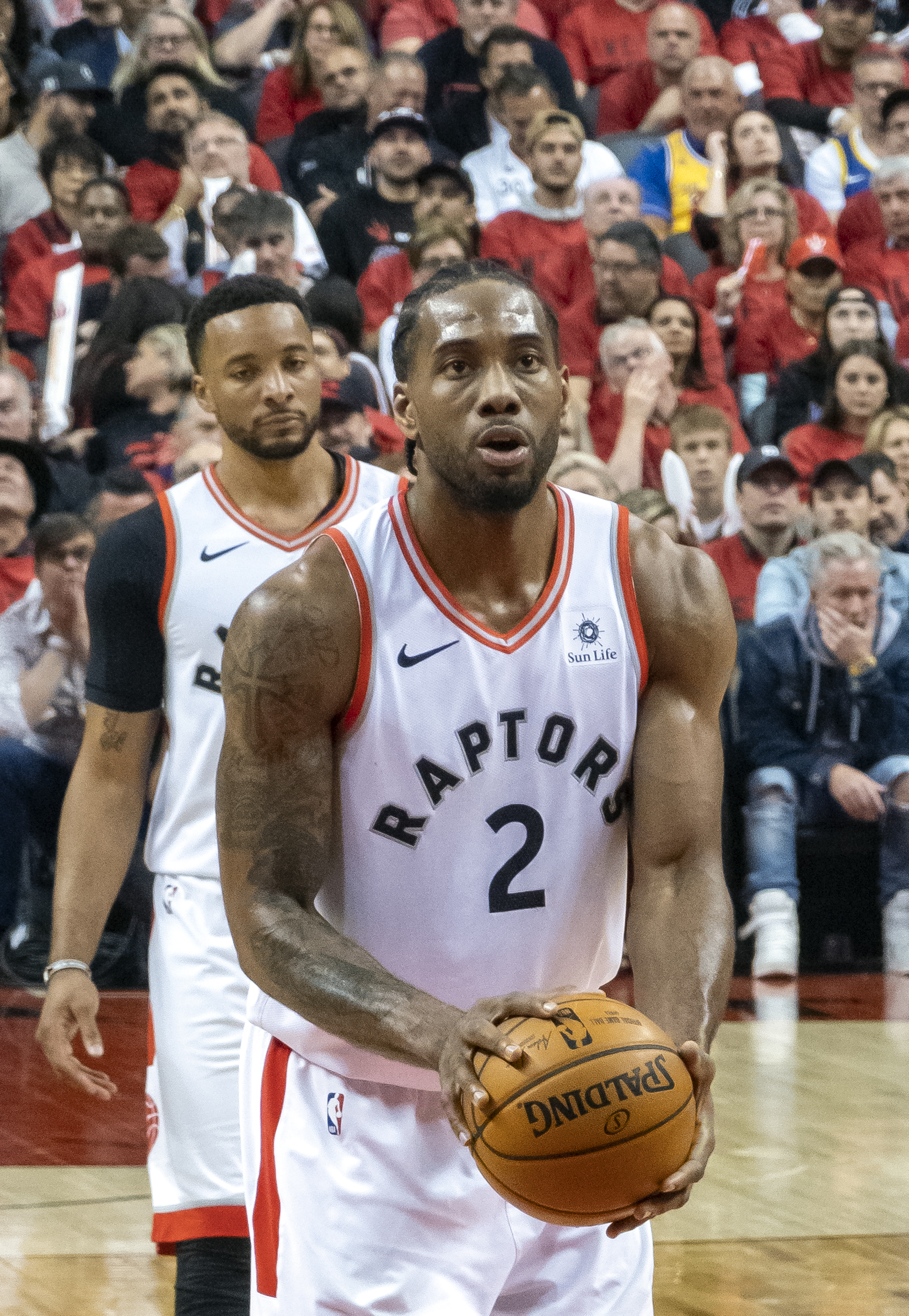
Kawhi Leonard sous les couleurs des Raptors

Désireux de s'en aller de San Antonio, Leonard préfère partir aux Lakers de Los Angeles mais les Spurs l’envoient aux Raptors de Toronto le 18 juillet. Il est échangé avec Danny Green contre DeMar DeRozan, Jakob Pöltl et un premier tour de draft 2019. Le contrat de Leonard expire à la fin de la saison 2018-2019. Le 24 septembre, lors d'une conférence de presse des Raptors, il s'exprime pour la première fois depuis des mois devant la presse. Lorsqu'un journaliste lui demande ce qu'il s'était passé avec les Spurs au cours de la saison précédente, il reste évasif et, visiblement agacé, se contente de dire qu'il n'a aucun regret et qu'il est prêt à aller de l'avant à Toronto,. Il dispute son premier match depuis neuf mois durant la présaison, marquant douze points en 19 minutes. Il termine la saison avec 26,6 points de moyenne en soixante matches joués avec les Raptors, menant son équipe à la deuxième place de la Conférence Est. Il est nommé dans la NBA All-Defensive Second Team.
Au premier tour des playoffs NBA 2019, les Raptors battent le Magic d'Orlando 4 matches à 1. Au second tour, les Raptors rencontrent les 76ers de Philadelphie. Lors du 7e match décisif du deuxième tour, Leonard marque le panier de la victoire au buzzer et permet à son équipe d'accéder aux finales de la conférence Est contre les Bucks de Milwaukee.
Il emmène son équipe en finales NBA pour la première fois de son histoire en battant les Bucks de Milwaukee 4-2, alors que les Raptors étaient menés 2-0 dans cette finale de conférence Est. Pour la première fois de l'histoire de la franchise, les Raptors remportent les finales NBA contre les Warriors de Golden State. Kevin Durant joue seulement un quart temps pendant la série, lors du match 5 avant de se reblesser. Klay Thompson manque le match 3 entièrement et sort pour blessure à la fin du troisième quart-temps des match 2 et 6. Kawhi Leonard est nommé MVP de ces finales NBA.

### Clippers de Los Angeles (depuis 2019)

#### Saison 2019-2020: Saison décevante collectivement
Le 6 juillet 2019, il signe un contrat avec les Clippers de Los Angeles pour un montant de 142 millions de dollars sur quatre ans.Paul George le rejoint après un transfert du Thunder d'Oklahoma City à sa demande contre des choix de draft. Les deux joueurs sont reconnus pour leurs qualités offensives et défensives.
Le 24 janvier 2020, contre le Heat de Miami, il réalise son premier triple-double en carrière avec 33 points, 10 rebonds et 10 passes décisives. Le 16 février, Leonard participe au NBA All-Star Game 2020 et remporte le titre de MVP du match.
Après la suspension de la saison 2019-2020 en raison de la pandémie de COVID-19, Leonard et les Clippers sont revenus à l’action dans la bulle de la NBA à Orlando, le 30 juillet. Leonard joue six des huit matchs de fin de saison et est sélectionné dans la All-NBA Second Team, avec des moyennes de 28,8 points, 4,8 rebonds et 4,3 passes décisives. Au premier tour des playoffs 2020, les Clippers éliminent les Mavericks de Dallas en six matchs tandis que Leonard enregistre plus de 30 points en cinq matchs consécutifs, terminant avec des moyennes de 32,8 points, 10,2 rebonds et 5,2 passes décisives sur la série. Les Clippers sont cependant éliminés par les Nuggets de Denver en demi-finale de conférence, perdant en sept matchs, après avoir cédé une avance de 3-1 dans la série. Lors du match décisif, Leonard marque seulement 14 points en tirant à 6 sur 22 au tir.

#### Saison 2020-2021
Les Clippers se qualifient pour les playoffs et réalisent un bon parcours, atteignant les finales de la Conférence Ouest. Néanmoins Leonard est blessé au genou droit (rupture partielle de ligament croisé) pendant la demi-finale de conférence et Paul George devient le fer de lance de l'attaque angeleno. Les Clippers de Los Angeles s'arrêtent en finale de conférence, battus par les Suns de Phoenix 4 à 2. Leonard est opéré en juillet 2021 et devrait être convalescent jusqu'en 2022.
Agent libre en juillet, Kawhi Leonard resigne avec les Clippers pour 176 millions de dollars sur 4 saisons.

#### Saison 2021-2022
En convalescence, Kawhi Leonard ne joue pas de la saison. Les Clippers, menés par Paul George, se qualifient pour le play-in en 2022 mais n'arrivent pas à se qualifier pour le tournoi final des playoffs 2022.

#### Saison 2022-2023
Kawhi Leonard participe à 52 rencontres en saison régulière. Les Clippers se qualifient pour les playoffs 2023 mais Leonard manque les trois dernières rencontres de la série face aux Suns de Phoenix. Les Clippers, privés aussi de Paul George, sont éliminés 4-1 dès le premier tour. Kawhi Leonard souffre d'une déchirure du disque articulaire (ménisque) du genou droit.

#### Saison 2023-2024
En janvier 2024, Leonard signe une extension de contrat de trois saisons avec les Clippers pour 153 millions de dollars.
Lors du premier tour des playoffs 2024, complétant une série de 4 saisons consécutives (2021, 2022, 2023 et 2024) où Leonard se retrouve blessé et indisponible au moment le plus important de la saison, le journaliste américain Brad Botkin signe un article assassin sur CBS critiquant la prolongation du natif de Los-Angeles; mais également son hygiène de vie et questionnant son réel investissement, concluant le dit article en qualifiant la situation des Clippers de "désastre".
Le 4 avril 2024, les Clippers, toujours privés de Kawhi Leonard, s’inclinent au premier tour des playoffs (2-4) face aux Dallas Mavericks.

## Style de jeu
Très vite après son arrivée dans la ligue, Kawhi Leonard s'impose comme un joueur prometteur. Son envergure (221 cm), son gabarit et ses immenses mains, (25,5 cm de long et 28,6 cm de large, 52 % plus grandes que la moyenne) lui permettent de défendre presque tous les postes.
Cependant, l'attribut le plus prégnant du jeu de Kawhi Leonard est sans conteste sa défense, largement reconnue comme l'une des plus efficaces et étouffantes de toute la NBA et qui lui vaut d'être élu meilleur défenseur de l'année durant deux saisons consécutives, en 2015 et 2016. Ses pairs, et notamment LeBron James, reconnaissent d'ailleurs la domination qu'il impose sur ce côté du terrain. Il est par ailleurs nommé dans la NBA All-Defensive First Team en 2015, 2016 et 2017 ; ainsi que dans la NBA All-Defensive Second Team en 2014 et en 2019. Leonard est aussi un excellent intercepteur, et occasionnellement un bon contreur.
Au fur et à mesure que sa carrière progresse, Leonard devient une arme offensive de premier choix. Son tir à trois points est efficace (38,7 % de réussite en carrière au terme de la saison 2022-2023) et il devient de plus en plus dangereux au tir à mi-distance. Il est également redoutable dans la raquette, avec une certaine facilité pour mettre un panier après contact (plus de 65 % de réussite au tir dans la raquette en carrière). Aussi, il répond présent dans des moments importants pour son équipe, comme durant les Finales NBA de 2014, dont il est nommé meilleur joueur et où il affronte LeBron James, réputé meilleur joueur de la ligue.
Leonard est un joueur très discret et silencieux sur le parquet, qui ne laisse pas transparaître ses émotions et se concentre seulement sur le match,.

## Palmarès

### En franchise
- Champion NBA en 2014 avec les Spurs de San Antonio et en 2019 avec les Raptors de Toronto.
- Champion de la Conférence Ouest en 2013 et 2014.
- Champion de la Conférence Est en 2019.
- Champion de la Division Sud-Ouest en 2012, 2013, 2014, 2016 et 2017.
- Champion de la Division Atlantique en 2019.

### Distinctions personnelles

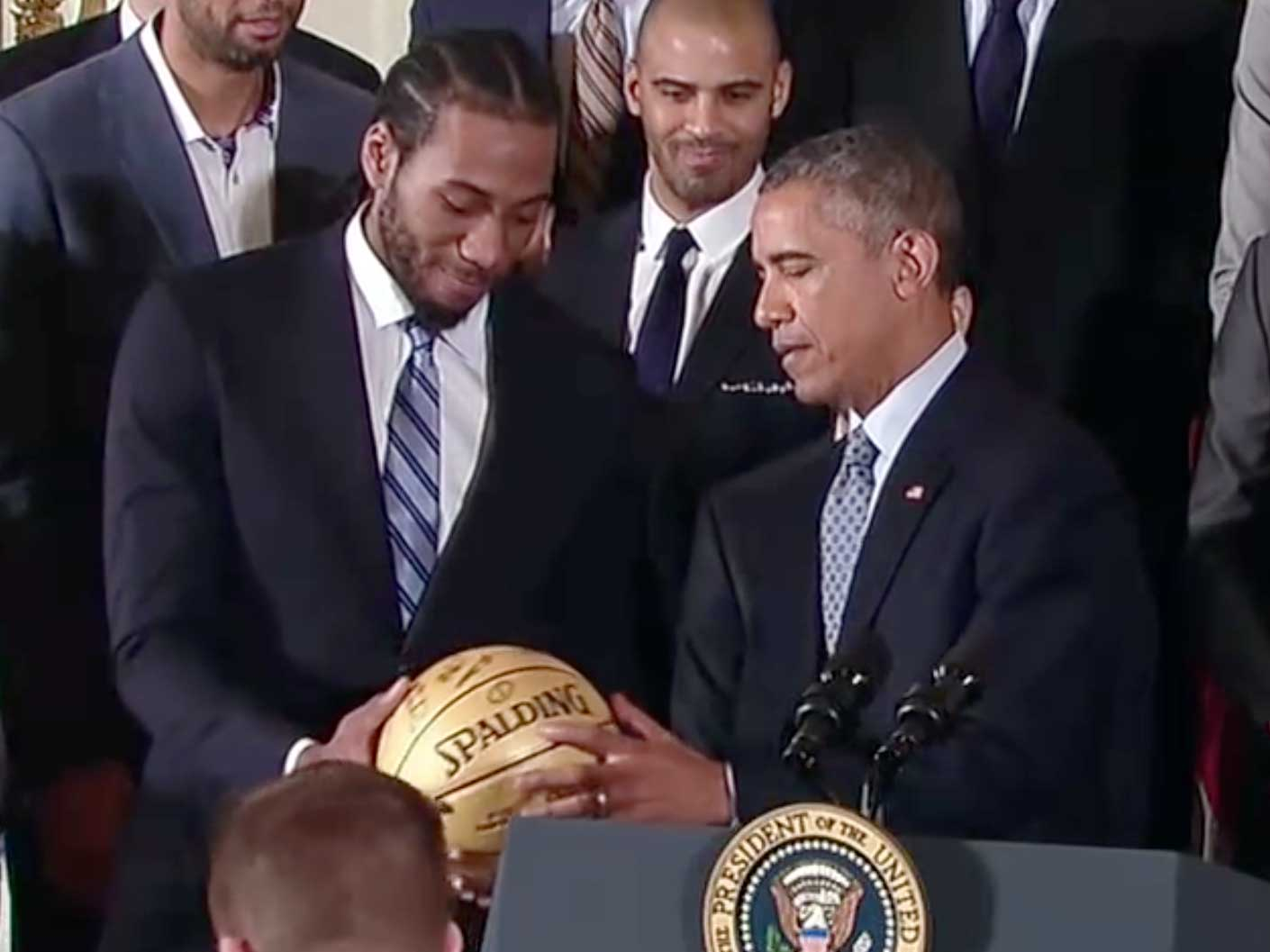
Kawhi Leonard avec le président Barack Obama, lors de la cérémonie du titre NBA de 2014 avec les Spurs

- Deux fois NBA Finals MVP en 2014 et 2019.
- Deux fois NBA Defensive Player of the Year en 2015 et 2016[49].
- Trois fois All-NBA First Team en 2016, 2017 et 2021.
- Trois fois All-NBA Second Team en 2019, 2020 et 2024.
- Trois fois NBA All-Defensive First Team en 2015, 2016 et 2017
- Quatre fois NBA All-Defensive Second Team en 2014, 2019, 2020 et 2021.
- NBA All-Rookie First Team en 2012[7].
- Six sélections au NBA All-Star Game en 2016, 2017, 2019, 2020, 2021 et 2024.
- MVP du NBA All-Star Game en 2020.
- Meilleur intercepteur de la saison NBA 2014-2015 avec 2,31 interceptions par match.
- ESPY Award de la meilleure performance de l'année dans un championnat américain en 2014[50].
- Sportif de l'année ("Associated Press") : 2019[51].

## Statistiques

### Universitaires
Les statistiques de Kawhi Leonard en matchs universitaires sont les suivantes :
| Saison    | Équipe          | Matchs | Titul. | Min./m | % Tir | % 3pts | % LF | Rbds/m. | Pass/m. | Int/m. | Ctr/m. | Pts/m. |
| --------- | --------------- | ------ | ------ | ------ | ----- | ------ | ---- | ------- | ------- | ------ | ------ | ------ |
| 2009-2010 | San Diego State | 34     | 33     | 31,3   | 45,5  | 20,5   | 72,6 | 9,88    | 1,91    | 1,38   | 0,71   | 12,74  |
| 2010-2011 | San Diego State | 36     | 36     | 32,6   | 44,4  | 29,1   | 75,9 | 10,67   | 2,53    | 1,42   | 0,58   | 15,47  |
| Carrière  | Carrière        | 70     | 69     | 31,9   | 44,9  | 25,0   | 74,4 | 10,29   | 2,23    | 1,40   | 0,64   | 14,14  |

### NBA

#### Saison régulière
Légende :
| Champion NBA | Défenseur de l'année | Leader de la ligue |

gras = ses meilleures performances
Les statistiques de Kawhi Leonard en saison régulière de NBA sont les suivantes :
| Saison        | Équipe        | Matchs | Titul. | Min./m | % Tir | % 3pts | % LF | Rbds/m. | Pass/m. | Int/m. | Ctr/m. | Pts/m. |
| ------------- | ------------- | ------ | ------ | ------ | ----- | ------ | ---- | ------- | ------- | ------ | ------ | ------ |
| 2011-2012*    | San Antonio   | 64     | 39     | 24,0   | 49,3  | 37,6   | 77,3 | 5,11    | 1,09    | 1,33   | 0,38   | 7,92   |
| 2012-2013     | San Antonio   | 58     | 57     | 31,2   | 49,4  | 37,4   | 82,5 | 5,97    | 1,60    | 1,67   | 0,55   | 11,88  |
| 2013-2014     | San Antonio   | 66     | 65     | 29,1   | 52,2  | 37,9   | 80,2 | 6,24    | 2,02    | 1,73   | 0,76   | 12,79  |
| 2014-2015     | San Antonio   | 64     | 64     | 31,8   | 47,9  | 34,9   | 80,2 | 7,20    | 2,52    | 2,31   | 0,75   | 16,52  |
| 2015-2016     | San Antonio   | 72     | 72     | 33,0   | 50,6  | 44,3   | 87,4 | 6,85    | 2,58    | 1,78   | 0,99   | 21,15  |
| 2016-2017     | San Antonio   | 74     | 74     | 33,4   | 48,5  | 38,4   | 88,0 | 5,78    | 3,50    | 1,76   | 0,73   | 25,51  |
| 2017-2018     | San Antonio   | 9      | 9      | 23,3   | 46,8  | 31,4   | 81,6 | 4,67    | 2,33    | 2,00   | 1,00   | 16,22  |
| 2018-2019     | Toronto       | 60     | 60     | 34,0   | 49,6  | 37,1   | 85,4 | 7,32    | 3,32    | 1,77   | 0,40   | 26,60  |
| 2019-2020**   | L.A. Clippers | 57     | 57     | 32,4   | 47,0  | 37,8   | 88,6 | 7,05    | 4,91    | 1,81   | 0,58   | 27,07  |
| 2020-2021**   | L.A. Clippers | 52     | 52     | 34,1   | 51,2  | 39,8   | 88,5 | 6,48    | 5,17    | 1,56   | 0,40   | 24,85  |
| 2022-2023     | L.A. Clippers | 52     | 50     | 33,6   | 51,2  | 41,6   | 87,1 | 6,50    | 3,90    | 1,40   | 0,50   | 23,80  |
| 2023-2024     | L.A. Clippers | 68     | 68     | 34,3   | 52,5  | 41,7   | 88,5 | 6,10    | 3,70    | 1,60   | 0,90   | 23,70  |
| 2024-2025     | L.A. Clippers | 37     | 37     | 31,9   | 49,8  | 41,1   | 81,0 | 5,90    | 3,10    | 1,60   | 0,50   | 21,50  |
| Carrière      | Carrière      | 733    | 704    | 31,8   | 49,9  | 39,2   | 86,0 | 6,40    | 3,10    | 1,70   | 0,60   | 20,10  |
| All-Star Game | All-Star Game | 6      | 5      | 18,2   | 52,4  | 39,5   | 0,0  | 5,20    | 3,30    | 1,00   | 0,20   | 13,80  |

* Cette saison a été réduite de 82 à 66 matchs en raison du Lock out.
** Cette saison a été réduite en raison de la pandémie de Covid-19.
Mise à jour le 24 avril 2025.

#### Playoffs
Légende :
| Titre MVP des finales NBA | Champion NBA |

gras = ses meilleures performances
Les statistiques de Kawhi Leonard en playoffs NBA sont les suivantes :
| Saison   | Équipe        | Matchs | Titul. | Min./m | % Tir | % 3pts | % LF | Rbds/m. | Pass/m. | Int/m. | Ctr/m. | Pts/m. |
| -------- | ------------- | ------ | ------ | ------ | ----- | ------ | ---- | ------- | ------- | ------ | ------ | ------ |
| 2012     | San Antonio   | 14     | 14     | 27,1   | 50,0  | 45,0   | 81,2 | 5,93    | 0,57    | 1,21   | 0,43   | 8,64   |
| 2013     | San Antonio   | 21     | 21     | 36,9   | 54,5  | 39,0   | 63,3 | 9,05    | 1,05    | 1,76   | 0,52   | 13,52  |
| 2014     | San Antonio   | 23     | 23     | 32,0   | 51,0  | 41,9   | 73,6 | 6,74    | 1,65    | 1,70   | 0,65   | 14,26  |
| 2015     | San Antonio   | 7      | 7      | 35,8   | 47,7  | 42,3   | 77,1 | 7,43    | 2,57    | 1,14   | 0,57   | 20,29  |
| 2016     | San Antonio   | 10     | 10     | 33,9   | 50,0  | 43,6   | 82,4 | 6,30    | 2,80    | 2,60   | 1,40   | 22,50  |
| 2017     | San Antonio   | 12     | 12     | 35,8   | 52,5  | 45,5   | 93,1 | 7,75    | 4,58    | 1,67   | 0,50   | 27,67  |
| 2019     | Toronto       | 24     | 24     | 39,1   | 49,0  | 37,9   | 88,4 | 9,08    | 3,92    | 1,67   | 0,71   | 30,50  |
| 2020     | L.A. Clippers | 13     | 13     | 39,3   | 48,9  | 32,9   | 86,2 | 9,31    | 5,54    | 2,31   | 0,85   | 28,23  |
| 2021     | L.A. Clippers | 11     | 11     | 39,2   | 57,3  | 39,3   | 88,0 | 7,73    | 4,36    | 2,09   | 0,82   | 30,36  |
| 2023     | L.A. Clippers | 2      | 2      | 40,2   | 54,5  | 60,0   | 88,2 | 6,50    | 6,00    | 2,00   | 0,50   | 34,50  |
| 2024     | L.A. Clippers | 2      | 2      | 29,7   | 45,8  | 0,0    | 66,7 | 8,00    | 2,00    | 2,00   | 0,50   | 12,00  |
| 2025     | L.A. Clippers | 7      | 7      | 37,8   | 53,7  | 40,5   | 77,8 | 7,57    | 4,71    | 1,14   | 0,71   | 25,00  |
| Carrière | Carrière      | 146    | 146    | 35,6   | 51,3  | 39,9   | 84,1 | 7,82    | 2,96    | 1,75   | 0,68   | 21,46  |

Dernière mise à jour le 30 juin 2025

## Records sur une rencontre en NBA
Les records personnels de Kawhi Leonard en NBA sont les suivants, :
| Record de la franchise |

| Type de statistique        | Saison régulière | Saison régulière            | Saison régulière | Playoffs | Playoffs                | Playoffs          |
| Type de statistique        | Record           | Adversaire                  | Date             | Record   | Adversaire              | Date              |
| -------------------------- | ---------------- | --------------------------- | ---------------- | -------- | ----------------------- | ----------------- |
| Points                     | 45               | Jazz de l'Utah              | 1er janvier 2019 | 45       | 2 fois                  | 2 fois            |
| Paniers marqués            | 16               | 2 fois                      | 2 fois           | 18       | @ Mavericks de Dallas   | 4 juin 2021       |
| Paniers tentés             | 32               | Spurs de San Antonio        | 31 octobre 2019  | 39       | 76ers de Philadelphie   | 12 mai 2019       |
| Paniers à 3 points réussis | 7                | 3 fois                      | 3 fois           | 7        | @ Grizzlies de Memphis  | 22 avril 2017     |
| Paniers à 3 points tentés  | 10               | 6 fois                      | 6 fois           | 12       | Nuggets de Denver       | 11 septembre 2020 |
| Lancers francs réussis     | 19               | @ Timberwolves du Minnesota | 13 décembre 2019 | 19       | Grizzlies de Memphis    | 17 avril 2017     |
| Lancers francs tentés      | 19               | @ Timberwolves du Minnesota | 13 décembre 2019 | 19       | Grizzlies de Memphis    | 17 avril 2017     |
| Rebonds offensifs          | 7                | @ Rockets de Houston        | 21 janvier 2012  | 8        | @ Heat de Miami         | 9 juin 2013       |
| Rebonds défensifs          | 13               | @ Celtics de Boston         | 16 novembre 2018 | 14       | @ Nuggets de Denver     | 7 septembre 2020  |
| Rebonds totaux             | 16               | 2 fois                      | 2 fois           | 17       | Bucks de Milwaukee      | 25 mai 2019       |
| Passes décisives           | 10               | 4 fois                      | 4 fois           | 11       | @ Nuggets de Denver     | 29 avril 2025     |
| Interceptions              | 7                | Warriors de Golden State    | 5 avril 2015     | 6        | @ Grizzlies de Memphis  | 22 avril 2017     |
| Contres                    | 6                | @ Nuggets de Denver         | 14 décembre 2014 | 5        | @ Grizzlies de Memphis  | 22 avril 2016     |
| Balles perdues             | 9                | Raptors de Toronto          | 11 novembre 2019 | 7        | @ 76ers de Philadelphie | 5 mai 2019        |
| Minutes jouées             | 46               | @ Cavaliers de Cleveland    | 21 janvier 2017  | 52       | Bucks de Milwaukee      | 19 mai 2019       |

- Double-double : 140 (dont 40 en playoffs)
- Triple-double : 2

Dernière mise à jour : 1er mai 2025

## Salaires
| Année       | Équipe                  | Salaire ($) |
| ----------- | ----------------------- | ----------- |
| 2011-2012   | Spurs de San Antonio    | 1 731 960   |
| 2012-2013   | Spurs de San Antonio    | 1 861 920   |
| 2013-2014   | Spurs de San Antonio    | 1 887 840   |
| 2014-2015   | Spurs de San Antonio    | 2 894 059   |
| 2015-2016   | Spurs de San Antonio    | 16 500 000  |
| 2016-2017   | Spurs de San Antonio    | 17 638 063  |
| 2017-2018   | Spurs de San Antonio    | 18 868 625  |
| 2018-2019   | Raptors de Toronto      | 23 114 067  |
| 2019-2020   | Clippers de Los Angeles | 32 742 000  |
| 2020-2021   | Clippers de Los Angeles | 34 379 100  |
| 2021-2022   | Clippers de Los Angeles | 39 344 900  |
| 2022-2023   | Clippers de Los Angeles | 42 492 492  |
| 2023-2024   | Clippers de Los Angeles | 45 640 084  |
| 2024-2025   | Clippers de Los Angeles | 49 205 800  |
| Total Gains | Total Gains             | 328 300 910 |
| 2025-2026   |                         | 50 000 000  |
| 2026-2027   |                         | 50 300 000  |

Pour la saison 2014-2015, le salaire moyen d'un joueur évoluant en NBA est de 4 500 000 $.